# Vakbonden in België
Het syndicalisme en vakbonden in België vinden hun oorsprong in de industrialisatie van West-Europa in de tweede helft van de 19de eeuw. De artisanale productie in onder meer Vlaanderen werd in een recordtempo vervangen door nieuwe fabrieken en machines. Meteen ontstond ook een nieuwe beroepscategorie, de fabrieksarbeider.

## Historiek

### Industriële Revolutie
De allereerste vakbond in België, de Association Libre des Compositeurs et Imprimeurs Typographes de Bruxelles (ALCIT), een vereniging van typografen in Brussel, ontstond in 1842. Tot het einde van de 18de eeuw werden die verenigingen "kapellen" genoemd. Begin van de 19de eeuw gag de industrialisatie een enorme impuls aan het kapitalisme. De arbeiders werkten voor minimumlonen en leefen in ellendige omstandigheden. Ze klopten werkdagen van 14 uur in ongezonde werkplaatsen en tegen een hongerloon. Onder de arbeiders waren ook veel kinderen. De arbeiders en hun gezinnen hadden te kampen met huisvestingsproblemen. Bovendien was er geen enkele vorm van sociale bescherming. Wie ontslagen werd of getroffen werd door een arbeidsongeval of ziekte, viel van de ene op de andere dag zonder inkomen. Uitbetaling van loon gebeurde tot 1887 meestal volgens het trucksysteem, waarbij de werkgevers een gedeelte in natura betaalden.

### Eerste syndicaten

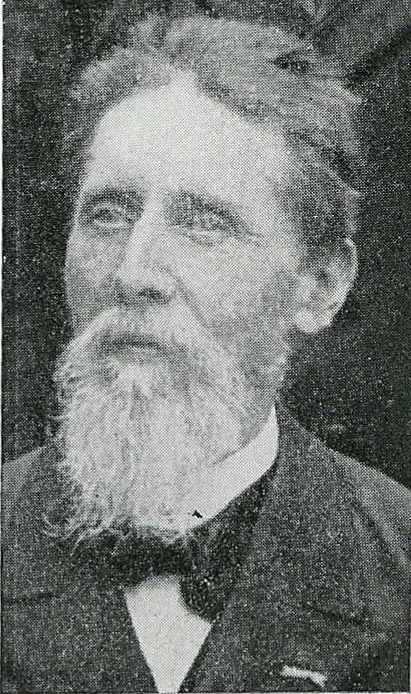
Herman Ronse, medestichter van de Algemene Bond van Werklieden en Burgers (1886). Een christelijk geïnspireerde beweging als reactie tegen het opkomend socialisme in Gent

Stilaan groeide echter bij de arbeiders het besef dat ze zich moesten verenigen om hun leef- en arbeidsomstandigheden te kunnen verbeteren. Op 4 maart 1857 werd in Gent de "Broederlijke Maatschappij der Wevers" opgericht. Een maand later hielden de spinners hun "Maatschappij der Noodlijdende Broeders" boven de doopvont. Al snel viel de arbeidersbeweging echter uiteen in een socialistische en een christelijke vleugel. Hierbij kozen de socialisten voor de klassenstrijd als strategie om sociale vooruitgang te boeken in tegenstelling tot de christelijke vakbeweging die zich afzette tegen de 'goddeloze' socialisten, onder impuls van de Rooms-Katholieke Kerk. Deze ondersteunde de uitbouw van een christelijke arbeidersbeweging, enerzijds om de arbeiders uit het vaarwater van het vrijzinnige socialisme te houden en anderzijds omdat ook zij de nood inzag van sociale vooruitgang voor de werkende massa.
Zo werd in 1886 de "Antisocialistische Katoenwerkersbond" opgericht, waaruit later het Algemeen Christelijk Vakverbond zou groeien. In de schoot van Belgische Werklieden Partij (BWP) werd op 11 april 1898 de Syndikale Kommissie opgericht, als antwoord op de wet van 31 maart 1898 die de beroepsverenigingen legaal maakte. De hoofdtaak van deze organisatie was de eenheid van de verschillende beroepsfederaties en afzonderlijke vakbonden te bewerkstelligen en het coördineren van de vakbondsactiviteiten binnen de socialistische zuil. Zij was ook verantwoordelijk voor de explosieve groei van het socialistische syndicalisme tijdens het Interbellum. De jonge Dominicanenpater Rutten bracht die verschillende vakverenigingen met christelijke grondslag in 1904 samen in het "Algemeen Secretariaat der Christelijke Beroepsverenigingen" (ASCB). Hij verzekerde de beweging ook van financiële steun en van eigen persorganen. Met name het dagblad Het Volk zou uitgroeien tot het uithangbord van de christelijke arbeidersbeweging. Op dat moment waren er 115 christelijke vakverenigingen, samen goed voor 15.000 leden. 10 jaar later, in 1914, bij het uitbreken van de Eerste Wereldoorlog, was hun aantal al uitgegroeid tot 1.100 verenigingen met in totaal 120.000 leden. In 1908 werd de naam aan Vlaamse zijde veranderd in het "Verbond der Christene Beroepsverenigingen" (ACB), dat in 1908 met zijn Waalse tegenhanger fusioneerde tot het Algemeen Christelijk Vakverbond (ACV).
De Algemene Centrale der Liberale Vakbonden van België (ACLVB) vindt net als de andere Belgische vakbonden haar oorsprong in de tweede helft van de 19e eeuw. Ze is gegroeid uit verschillende liberale vakverenigingen die overal in het land ontstonden. In 1920 leidde dat tot de oprichting van de Nationale Centrale der Liberale Vakbonden van België. De naam hiervan werd in 1939 veranderd in ACLVB. Op 1 januari 1938 werd de commissie omgevormd tot het Belgisch Vakverbond (BVV) of Confédération générale du Travail de Belgique (CGTB). Op 22 november 1940 verplichtte de Duitse bezetter de vakbonden op te gaan in een gemeenschappelijke organisatie met het Vlaams-nationalistische Arbeidsorde, wat leidde tot de oprichting van de Unie van Hand- en Geestesarbeiders (UHGA).

### Na de Tweede Wereldoorlog
Het tot stand komen van het ABVV onder zijn huidige benaming gebeurde op 29 april 1945 na succesvolle fusiegesprekken tussen het Belgische Vakverbond (BVV) en een aantal andere linkse vakverenigingen die ontstaan waren tijdens de Duitse bezetting en Wereldoorlog II. Zo traden naast het BVV het communistische Belgisch Verbond der Eenheidssyndicaten (BVES), het onafhankelijke Algemeen Geünifieerd Syndicaat der Openbare Diensten (ASOD) en de Mouvement Syndical Unifié (MSU) van André Renard toe tot het ABVV. Het overleg tussen vakbonden en werkgevers werd na de Tweede Wereldoorlog nog intenser. Tussen 1944 en 1948 organiseerden ze acht nationale arbeidsconferenties, waar het Belgische model voor de naoorlogse welvaartsstaat werd uitgetekend.
In 1948 werd de Wet op de organisatie van het bedrijfsleven goedgekeurd. Daarin werd de oprichting voorzien van de Centrale Raad voor het Bedrijfsleven (CRB, opgericht in 1948) en de Nationale Arbeidsraad (NAR, opgericht in 1952). Die twee organen, waarin werkgevers en vakbonden samen zetelen, zouden een priomordiale rol gaan spelen in het sociaal overleg en doen dat tot op de dag van vandaag. De CRB volgt onder andere de loonevolutie in België in vergelijking met de buurlanden en stelt op basis daarvan om de 2 jaar een loonnorm voor. Die dient als leidraad bij de tweejaarlijkse onderhandelingen voor een interprofessioneel akkoord. De NAR adviseert de federale regering over materies die werkgevers en werknemers aanbelangen.
In 1950 werden voor het eerst sociale verkiezingen gehouden. Die duiden de werknemersvertegenwoordigers aan in de ondernemingsraden en Preventiecomités van de bedrijven. In die periode legden de vakbonden ook voor het eerst de eis op tafel voor een 5-daagse werkweek. Na een reeks zaterdagstakingen in 1955 toonden de werkgevers zich eindelijk bereid om daarover te onderhandelen. Het zou uiteindelijk nog duren tot 1965 vooraleer de 5-daagse werkweek van 45 uren in alle sectoren verplicht werd.
In de jaren zestig werd het structureel sociaal overleg met de werkgevers via interprofessionele akkoorden verder uitgebouwd. Op die manier verwierven de vakbonden onder meer de 40 urenweek en het gewaarborgd minimuminkomen voor iedereen. Toen de arbeidersbewegingen een cruciale rol kregen toebedeeld bij de uitbetaling van de sociale uitkeringen, werd besloten dat de mutualiteiten de ziekte- en invaliditeitsuitkeringen voor hun rekening zouden nemen en de vakbonden de uitbetaling van de werkloosheidsuitkeringen.
Alzo ontstond de noodzaak aan een regionale structuur, die in 1952 leidde tot de oprichting van de gewestelijke afdelingen. Tijdens het statutair congres van 22 tot 24 april 1968 beslist het ABVV tot de oprichting van intergewestelijke afdelingen voor Vlaanderen, Wallonië en Brussel. Toch veroorzaakte deze evolutie heel wat discussie over de manier waarop het socialistisch syndicalisme in het federale België georganiseerd moest worden. De intergewestelijken kregen de taak mee de gezamenlijke problemen te onderzoeken en werden na de ondertekening van het Egmontpact in februari 1978 de syndicale tegenmacht voor de overheid en de werkgevers op het niveau van de gewesten en gemeenschappen.

### Hete herfst 2015
Dezelfde dag als waarop minister-president Geert Bourgeois zijn septemberverklaring voorlas werden werd er door de vakbonden van de VRT een optocht georganiseerd naar het Vlaams Parlement. Een dag later blies het ABVV in gezamenlijk vakbondsfront met het ACV en ACLVB - een eerste keer verzamelen, meer dan 5000 militanten verzamelden op het Muntplein. Eensgezind klonk het dat ze geen asociaal, onevenwichtig en onrechtvaardig beleid zouden dulden. Op 3 november werd er door Horval actie gevoerd aan de Unizo-kantoren in Antwerpen, waar een "DJ Jos"-actie op poten werd gezet. Eveneens op de vooravond van de nationale manifestatie van 4 november 2014 vond er een 24-urenbezetting van het Anneessensplein in Brussel plaats door de ABVV Jongeren samen met ACV Enter en ACLVB FreeZbe waarbij de studenten van o.a. Studententroef aansloten.
Een dag later vond een algemene manifestatie tegen het regeringsmaatregelen plaats. Meer dan 120.000 betogers verzamelden in Brussel aan het Noordstation. Onder de betogers waren er minstens 10.000 uit Antwerpen stad afkomstig. Verschillende actievoerders geraakten echter niet op de locatie wegens capaciteitsgebrek. De belangrijkste punten van kritiek van de vakbonden op de regering zijn dat de besparingen vooral ten laatste zijn van de werknemers, en dan met name de 2,6 miljard besparingen in de gezondheidszorg, de indexsprong van 2% en manipulaties van het indexmechanisme waardoor een gemiddelde werknemer 1066 euro bruto aan koopkracht inboet of tewel minimum 27000 euro netto op een volledige loopbaan, de hervorming van de wet van 96, waardoor er voortaan een imperatieve i.p.v. indicatieve loonnorm is, de invraagstelling van de anciënniteitsbarema's, de aanval op het sociaal overleg en de vrijheid van (loon-)onderhandelen en het optrekken van de pensioenleeftijd tot 67. Daarnaast hebben ze kritiek op de besparingen in de kinderbijslag die een gemiddeld gezin 230 euro kost en het feit dat er geen indexering van de kinderbijslag plaatsvindt, de verhoging van het inschrijvingsgeld aan hogescholen en universiteiten, de hervormingen van het pensioensparen en de verhoging van het remgeld in de gezondheidszorg. Gemiddeld genomen zou een Belg door al deze maatregelen 336 euro aan koopkracht per jaar inboeten, vooral de lage inkomens zouden het grootste slachtoffer zijn. Zo zien ouderen met een gemiddeld pensioen hun koopkracht met 562 euro afnemen. Deze cijfers werden bevestigd door zowel fiscalist Michel Maus als door hoogleraar economie Gert Peersman van de Universiteit Gent, deze laatste maakte evenwel de bedenking dat het verlies aan koopkracht in realiteit hoger ligt, aangezien er met verschillende andere besparingen geen rekening werd houden.
Het einde van de betoging te Brussel Zuid werd verstoord door onder andere rechts-extremistische groeperingen zoals Nation die de confrontatie met de politie opzochten. Zo werd onder ander Eite Homan - jarenlang de leider van het Aktiefront Nationale Socialisten (ANS) en actief geweest bij de Blood and Honour-afsplitsing Racial Volunteer Force (RVF) - en Karl-Jan Walle - oprichter van de Folksfahne 18 en actief bij Nationale Socialistische Aktie (NSA) - herkend. De beelden van deze rellen gingen de wereld rond, en kwamen in onder andere Groot-Brittannië Rusland, de Verenigde Staten en de Arabische wereld in het nieuws. Een solidariteitsactie die werd opgezet voor een auto die vernield was, bracht op slechts enkele uren 12000 euro op. Burgemeester van Antwerpen en N-VA-voorzitter Bart De Wever kondigde aan een indrukwekkende politiemacht op de been te brengen tijdens de betoging in Antwerpen, waarop de vakbonden de burgemeester eraan herinnerde dat de acties op 24 november stakingsaanzegging betroffen en geen betoging. Advocaten stelden zich dan weer de vraag of de focus op de rellen tijdens de nationale betoging een andere agenda verhult.
Op maandag 24 november vond de eerste provinciale staking in een reeks van drie plaats in de provincies Antwerpen, Limburg, Henegouwen en Luxemburg. Zondagmiddag hierop voorafgaand werd het scheepsverkeer reeds platgelegd in Antwerpen, Gent, en vanaf 17u ook in Zeebrugge. Alfaport, de koepel van Antwerpse Havenbedrijven verwachtte vooraf dat de activiteiten op een laag pitsje zouden staan. Sven Deridder, voorzitter van de Beroepsvereniging van Loodsen, liet weten dat er naar alle waarschijnlijkheid niet veel beweging op de Schelde zal zijn. Ook Het Agentschap Maritieme Dienstverlening sloot zich hierbij aan en meldde dat sluisdeuren gesloten bleven. De haven lag zo goed als helemaal plat, er waren vier vaste stakersposten en daarnaast ook enkele mobiele ploegen om elders de werking van bedrijven stil te leggen. Eveneens in Antwerpen verzamelde in alle vroegte aan het Zuiderpershuis een bont gezelschap van syndicalisten, studenten en mensen uit de sociale en culturele sector namens Hart Boven Hard voor een fietstocht langs de verschillende piketten om de stakers een hart onder de riem te steken. Onder de aanwezigen stand-upcomedian Nigel Williams, professor Jan Blommaert, rapster Slongs Dievanongs, muzikant Abdelkader Zahnoun, rapper Scale van de Sint Andries MC’s, schrijver en voormalig stadsdichter van Antwerpen Joke Van Leeuwen en modeontwerpster Rachida Aziz. Later op de dag werd er eveneens door Hart Boven Hard een fietseling georganiseerd waaraan initieel 600 fietsers deelnamen, een aantal dat geleidelijk vermeerderde tot 800.
In de regio's Mechelen en Kempen werd er aan verschillende kruispunten gesensibiliseerd onder het motto 'Wij zijn de peer!", later op de dag verzamelden duizenden vakbondsmilitanten, waaronder een grote delegatie uit de zorgsector op de Grote Markt in Turnhout, waar om vijf voor twaalf ballonnen werden opgelaten. In Mechelen bliezen Hart Boven Hard en de vakbonden verzamelen in 't Arsenaal. In Limburg werden kruispunten in Paal, Hasselt, Houthalen, Genk, Neerpelt, Sint-Truiden, Tongeren en Dilsen bezet. In Hasselt werd een rouwstoet georganiseerd die de hoofdkwartieren van de verschillende partijen bezochten. In Henegouwen viel in Charleroi vanaf middernacht geleidelijk alles stil en stonden er bij ochtendgloren piketten aan de bedrijven, ook grootwarenhuizen en scholen waren dicht en er was amper openbaar vervoer. Ook de toegang tot de luchthaven van Gosselies werd geblokkeerd, reizigers mochten enkel te voet door. In Mons werd de toegang tot het winkelcentrum Grands-Près geblokkeerd en werden op verschillende invalswegen tot de stad filterblokkades georganiseerd. Ook in La Louvière werd gestaakt, tevens werd er een algemene vergadering georganiseerd door ACOD die druk werd bijgewoond. Zowel bij De Lijn als de NMBS lag het trein-, bus- en tramverkeer grotendeels plat in de betrokken provincies en was er spoorhinder in heel het land.
Op 1 december vonden er provinciale acties plaats in de provincies Namen, Luik, Oost- en West-Vlaanderen. Op 8 december werd er actie gevoerd in Vlaams- en Waals-Brabant en het Brussels Hoofdstedelijk Gewest. Op 15 december vond er een landelijke stakingsactie plaats.

## Lijst van vakbonden

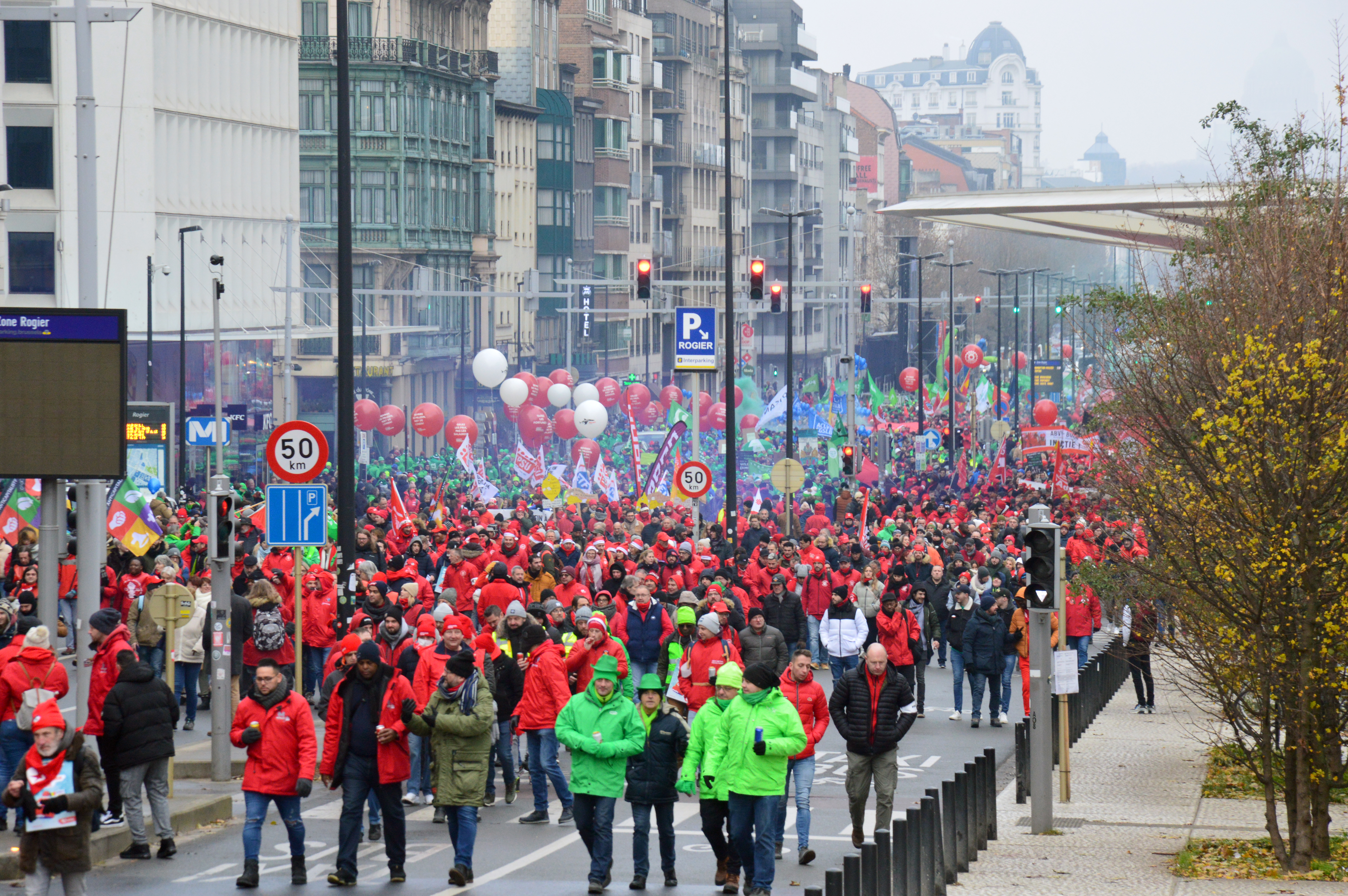
Vakbondsmilitanten demonstreren voor meer koopkracht in de straten van Brussel, 2022.

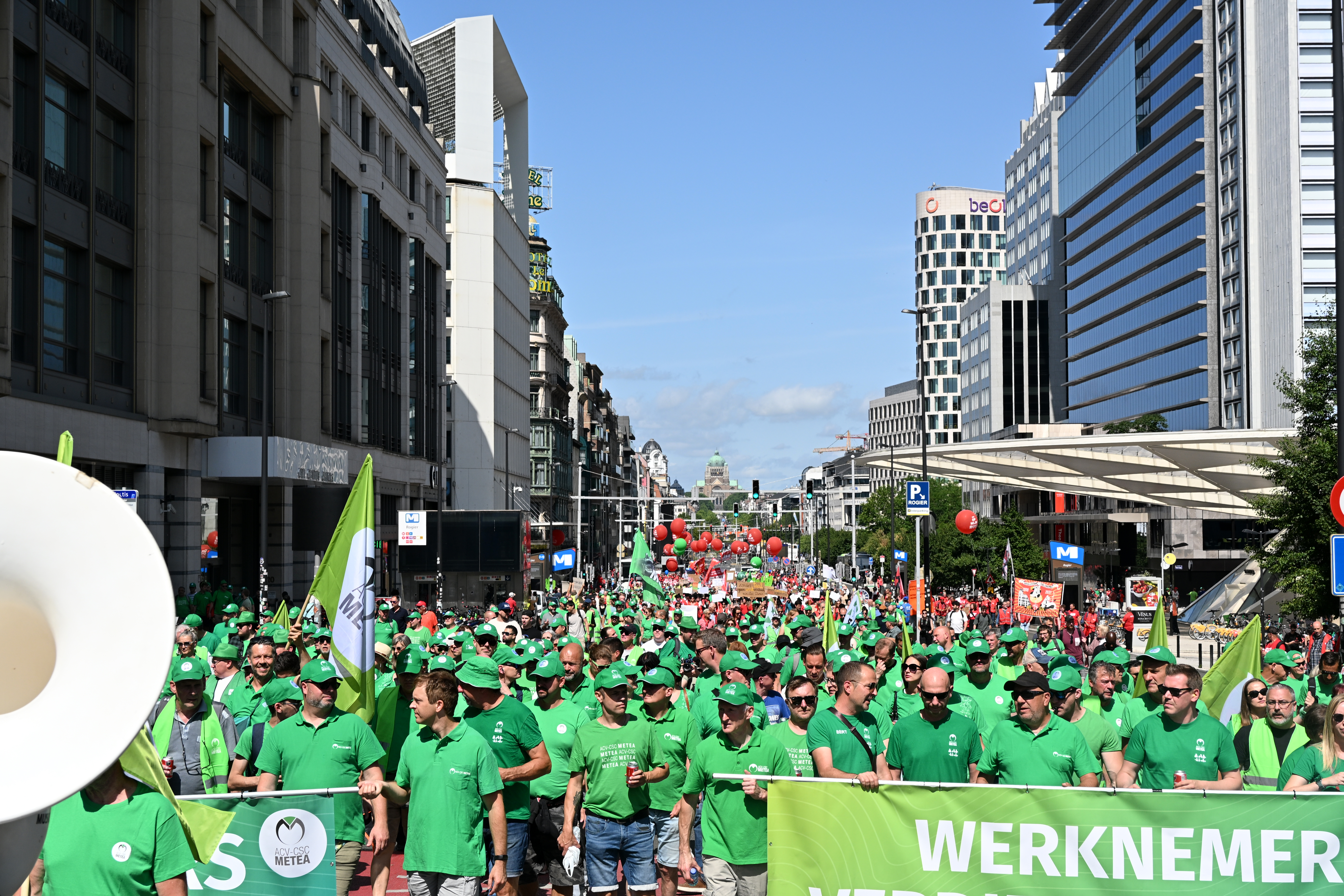
ACV-militanten tijdens een nationale betoging tegen de plannen van de regering-De Wever in 2025.

België heeft een sterke traditie van vakbondsstrijd en -organisatie. Er zijn drie representatieve, nationale en algemene vakbonden in België: het ABVV van de socialistische arbeidersbeweging, het ACV van de christelijke arbeidersbeweging en het liberale ACLVB, respectievelijke de rode, groene en blauwe vakbond. Daarnaast bestaan er in bepaalde sectoren kleinere, autonome vakbonden. Zo'n 50% van de werknemers is aangesloten bij een vakbond, waarmee België een van 's werelds hoogste syndicalisatiegraden heeft.
| Vakbond                                           | Vakbond                                                          | Centrale    | Ideologische achtergrond | Leden       | Vertegenwoordiging (SV 2024)  |
| ------------------------------------------------- | ---------------------------------------------------------------- | ----------- | ------------------------ | ----------- | ----------------------------- |
|                                                   | Algemeen Christelijk Vakverbond (ACV)                            | ACVBIE      | Christendemocratie       | 1,5 miljoen | 55% zetels CPBW 53% zetels OR |
| ACV-CSC METEA                                     | Algemeen Christelijk Vakverbond (ACV)                            |             | Christendemocratie       | 1,5 miljoen | 55% zetels CPBW 53% zetels OR |
| ACV Openbare Diensten                             | Algemeen Christelijk Vakverbond (ACV)                            |             | Christendemocratie       | 1,5 miljoen | 55% zetels CPBW 53% zetels OR |
| ACV Transcom                                      | Algemeen Christelijk Vakverbond (ACV)                            |             | Christendemocratie       | 1,5 miljoen | 55% zetels CPBW 53% zetels OR |
| ACV Voeding en Diensten                           | Algemeen Christelijk Vakverbond (ACV)                            |             | Christendemocratie       | 1,5 miljoen | 55% zetels CPBW 53% zetels OR |
| ACV Puls                                          | Algemeen Christelijk Vakverbond (ACV)                            |             | Christendemocratie       | 1,5 miljoen | 55% zetels CPBW 53% zetels OR |
| Christelijke Onderwijscentrale (COC)              | Algemeen Christelijk Vakverbond (ACV)                            |             | Christendemocratie       | 1,5 miljoen | 55% zetels CPBW 53% zetels OR |
| Christelijk Onderwijzersverbond (COV)             | Algemeen Christelijk Vakverbond (ACV)                            |             | Christendemocratie       | 1,5 miljoen | 55% zetels CPBW 53% zetels OR |
|                                                   | Algemeen Belgisch Vakverbond (ABVV)                              | ABVV Horval | Socialisme               | 1,5 miljoen | 34% zetels CPBW 35% zetels OR |
| ABVV-Metaal                                       | Algemeen Belgisch Vakverbond (ABVV)                              |             | Socialisme               | 1,5 miljoen | 34% zetels CPBW 35% zetels OR |
| Algemene Centrale (AC)                            | Algemeen Belgisch Vakverbond (ABVV)                              |             | Socialisme               | 1,5 miljoen | 34% zetels CPBW 35% zetels OR |
| Algemene Centrale der Openbare Diensten (ACOD)    | Algemeen Belgisch Vakverbond (ABVV)                              |             | Socialisme               | 1,5 miljoen | 34% zetels CPBW 35% zetels OR |
| Bond van Bedienden, Technici en Kaderleden (BBTK) | Algemeen Belgisch Vakverbond (ABVV)                              |             | Socialisme               | 1,5 miljoen | 34% zetels CPBW 35% zetels OR |
| BTB ABVV                                          | Algemeen Belgisch Vakverbond (ABVV)                              |             | Socialisme               | 1,5 miljoen | 34% zetels CPBW 35% zetels OR |
|                                                   | Algemene Centrale der Liberale Vakbonden van België (ACLVB)      | algemeen    | Liberalisme              | 0,3 miljoen | 10% zetels CPBW 11% zetels OR |
| Vrij Syndicaat voor het Openbaar Ambt (VSOA)      | Algemene Centrale der Liberale Vakbonden van België (ACLVB)      |             | Liberalisme              | 0,3 miljoen | 10% zetels CPBW 11% zetels OR |
|                                                   | Algemene Centrale van het Militair Personeel (ACMP)              |             |                          |             | <1% zetels                    |
|                                                   | Autonoom Syndicaat van Treinbestuurders (ASTB)                   |             |                          |             | <1% zetels                    |
|                                                   | Nationale Confederatie van het Kaderpersoneel (NCK)              |             |                          |             | <1% zetels                    |
|                                                   | Nationaal Syndicaat voor Politie- en Veiligheidspersoneel (NSPV) |             |                          |             | <1% zetels                    |
|                                                   | Nationale Unie der Openbare Diensten (NUOD)                      |             |                          |             | <1% zetels                    |
|                                                   | Onafhankelijke Vakbond voor Spoorwegpersoneel (OVS)              |             |                          |             | <1% zetels                    |
|                                                   | Sypol.be                                                         |             |                          |             | <1% zetels                    |
|                                                   | Union4U                                                          |             |                          |             | <1% zetels                    |